# شالون أولسن
شالون جيد أولسن (بالإنجليزية: Shallon Jade Olsen) هي لاعبة جمباز فني كندية ولدت في يوم 10 يوليو 2000 في فانكوفر. أبرز إنجازاتها هو فوزها بالميدالية الفضية في بطولة العالم للجمباز الفني 2018 في الدوحة. كما فازت بثلاثة ميداليات منها ميداليتين ذهبيتين وميدالية برونزية واحدة في دورة دورة ألعاب الكومنولث.